# Triplophysa crassilabris
Triplophysa crassilabris är en fiskart som beskrevs av Ding, 1994. Triplophysa crassilabris ingår i släktet Triplophysa och familjen grönlingsfiskar. Inga underarter finns listade i Catalogue of Life.